# Karl Hein
Karl Hein   (Hamburg, 11 de juny de 1908 - Hamburg, 10 de juliol de 1982) va ser un atleta alemany, especialista en el llançament de martell, que va competir entre les dècades de 1930 i 1950.
El 1936 va prendre part en els Jocs Olímpics de Berlín, on va guanyar la medalla d'or en la prova del llançament de martell del programa d'atletisme.
Durant l'agost de 1938 aconseguí el rècord del món del llançament de martell amb un llançament de 58,77 metres, però només una setmana més tard el seu compatriota Erwin Blask el va millorar. En el seu palmarès també destaca una medalla d'or al Campionat d'Europa d'atletisme de 1938 i cinc títols nacionals de llançament de martell (1936, 1937, 1938, 1946 i 1947).

## Millors marques
- Llançament de martell. 58,77 cm (1938)[2]